# Salomeea cu capul lui Ioan Botezătorul (Caravaggio, Madrid)
Salomeea cu capul lui Ioan Botezătorul, c. 1609, este o pictură a maestrului italian Caravaggio, expusă în prezent în Palatul Regal din Madrid.
Biograful lui Caravaggio, Giovanni Bellori, a înregistrat în 1672 trimiterea unui tablou Salomea cu capul tăiat al lui Ioan Botezătorul din Napoli către Marele Maestru al Ordinului Ospitalierilor, Fra Alof de Wignacourt, în speranța de a reintra în grațiile lor după ce a fost expulzat din ordin în 1608. Se pare că aceasta este lucrarea, conform specialistului despre Caravaggio, John Gash. Gash notează, de asemenea, că privirea călăului în jos, spre capul tăiat, ajută la transformarea picturii „de la un spectacol provocator într-o meditație profundă asupra morții și răutății umane”.